# Conservation International
Conservation International (CI) è un'organizzazione senza scopo di lucro con sede ad Arlington, Stati Uniti. Il suo obiettivo è preservare la biodiversità globale di piante, animali e paesaggi. Conservation International pone un'attenzione particolare agli “hotspot della biodiversità”, ovvero aree con una biodiversità particolarmente ricca sulla terra e nel mare di tutto il mondo.
CI è stata fondata nel 1987 da Spencer Beebe e impiega oggi uno staff di circa 900 persone. CI opera in 45 paesi, inclusi principalmente paesi in via di sviluppo in Africa, Asia, Oceania e America centrale e meridionale. Russell Mittermeier, il fondatore del concetto di hotspot di biodiversità, è oggi presidente di CI.
L'organizzazione è diventata nota anche grazie alla sua collaborazione con le ONG locali e con la popolazione indigena delle aree protette.

## Progetti
Nel 1988 CI ha sviluppato il concetto di paesi megadiversi al fine di sensibilizzare la comunità mondiale al fatto che più del 70% delle specie totali che vivono sulla terra si trovano nei 17 paesi identificati.
Attraverso il lavoro di CI, sono stati scoperti e descritti scientificamente nuovi habitat. Nel dicembre 2005, gli scienziati CI del programma di valutazione rapida (RAP) hanno scoperto un'area precedentemente non descritta nei Monti Foja a Papua, in Indonesia. Lì hanno trovato 20 specie di rane precedentemente sconosciute, quattro specie di farfalle sconosciute, cinque specie di palme non descritte e nuove sottospecie del mangiatore di miele (Meliphagidae). I ricercatori hanno anche scoperto il canguro arboricolo dal mantello dorato, una specie mai vista prima in Indonesia che è stata cacciata fino all'estinzione in altre parti del mondo. L'area è così isolata che è rimasta in gran parte libera dall'influenza umana. I risultati di questo lavoro di Conservation International sono stati pubblicati sia su pubblicazioni accademiche che su popolari media statunitensi (Nightline, The NBC Nightly News e New York Times) nel febbraio 2006.